# Thierry Le Portier
Pour les articles homonymes, voir Portier (homonymie).
Thierry Le Portier est un dresseur français. Il a dressé des fauves et des loups pour des films comme L'Ours (1988), Roselyne et les Lions (1989) — film pour lequel il collabore à l'écriture du scénario qui s'inspire en partie de sa propre vie —, L'Ombre et la Proie (1996), Gladiator (2000), Le Pacte des loups (2001) ou Deux Frères (2004).
Il a aussi dressé les tigres du jeu télévisé Fort Boyard de 1992 à 2020. Il apparaît dans l'émission en 1998 sous le pseudonyme de « Major » pour remplacer pour une saison Félindra, interprétée par son assistante sur plusieurs films, Monique Angeon.
Le Portier a également participé à de nombreuses publicités (notamment la panthère noire de Valentine et le tigre d'Esso) et spectacles vivants (Eurodisney, Puy du Fou, Cirque Jean Richard, Folies Bergère...).
Il a basé ses activités de dressage à Vendrennes, en Vendée. Il est dresseur et comédien au Puy du Fou dans le spectacle Le Signe du triomphe (anciennement Gladiateur). Il y interprète le dresseur de fauve dans l'arène, assisté par Monique Angeon, jusqu'en 2021.
Il est le père de Kareen Le Portier, elle aussi dresseuse qui a, à son tour, remplacé Monique Angeon pour l'édition de 2006 de Fort Boyard.
Thierry a écrit une biographie qui est seulement publiée en chinois.

## Filmographie

### Comme dresseur

#### Au cinéma
- 1974 : Les Mille et Une Nuits (lion)
- 1988 : L'Ours (puma)
- 1989 : Roselyne et les Lions (lions et tigres)
- 1991 : Ma vie est un enfer (panthère noire)
- 1992 : Sexes faibles ! (lion)
- 1993 : L'Enfant lion (lions)
- 1993 : Justinien Trouvé ou le Bâtard de Dieu (loups)
- 1994 : Le Cri du cœur (hyène)
- 1995 : Waati (lion et hyène)
- 1995 : Les Cent et Une Nuits de Simon Cinéma (lion)
- 1995 : Le Maître des éléphants (léopard)
- 1996 : L'Ombre et la Proie (lions)
- 1997 : Double Team (tigres)
- 1998 : Michael Kael contre la World News Company (lion)
- 1999 : Astérix et Obélix contre César (lions)
- 1999 : Le Fils du Français (léopard)
- 2000 : Gladiator (lions, tigres et hyène)
- 2001 : Le Pacte des loups (loups)
- 2001 : Le Petit Poucet (loups)
- 2002 : Astérix et Obélix : Mission Cléopâtre (guépard)
- 2004 : Deux Frères (tigres)
- 2012 : L'Odyssée de Pi (tigres)
- 2023 : Tigresse (Andrei Tănase) (tigre)

#### À la télévision
- 1985 : Anno Domini (mini-série) (lions, tigres et léopard)
- 1998 : Fort Boyard (versions anglaise et française du jeu télévisée) (tigres)
- 1998 : L'Enfant et les Loups (téléfilm) (loups)
- 1999 : Palazzo (téléfilm) (lions)
- 2005 : L'Empire du Tigre (téléfilm) (tigres)
- 2010-2011 : Victor Sauvage (série de 3 téléfilms) (divers animaux)
- Publicités: Valentine (panthère noire), Esso (tigre), Peugeot (lion), Wilkinson (panthère noire), SFR (loups)...

### Comme acteur
- 1990 : Baby Blood : le dompteur
- 2001 : Les Inséparables (téléfilm) : Christian

### Comme scénariste
- 1989 : Roselyne et les Lions (collaboration technique)